# Spaanse ceder
De Spaanse ceder, in Suriname eenvoudigweg ceder, (Cedrela odorata) is een bladverliezende loofboom. De soort moet niet verward worden met de naaldbomen van het geslacht Cedrus zoals de Libanonceder.
Het verspreidingsgebied ligt in tropisch Amerika van Mexico, de Caribische eilanden tot Ecuador, Peru, Brazilië en de Guiana's.
Het is een snelgroeiende boom met een oppervlakkig wortelstelsel en spreidende kroon met veel lage takken, die een gewilde houtsoort produceert. Het is vanwege overexploitatie een kwetsbare soort, hoewel hij ook in secundair bos voorkomt en gekweekt wordt. Het is een pionierplant. De boom begint te bloeien als hij 10-15 jaar oud is. De bloemen worden door bijen bestoven. De boom is erg gevoelig voor aantasting door Hypsipyla.

## Galerij

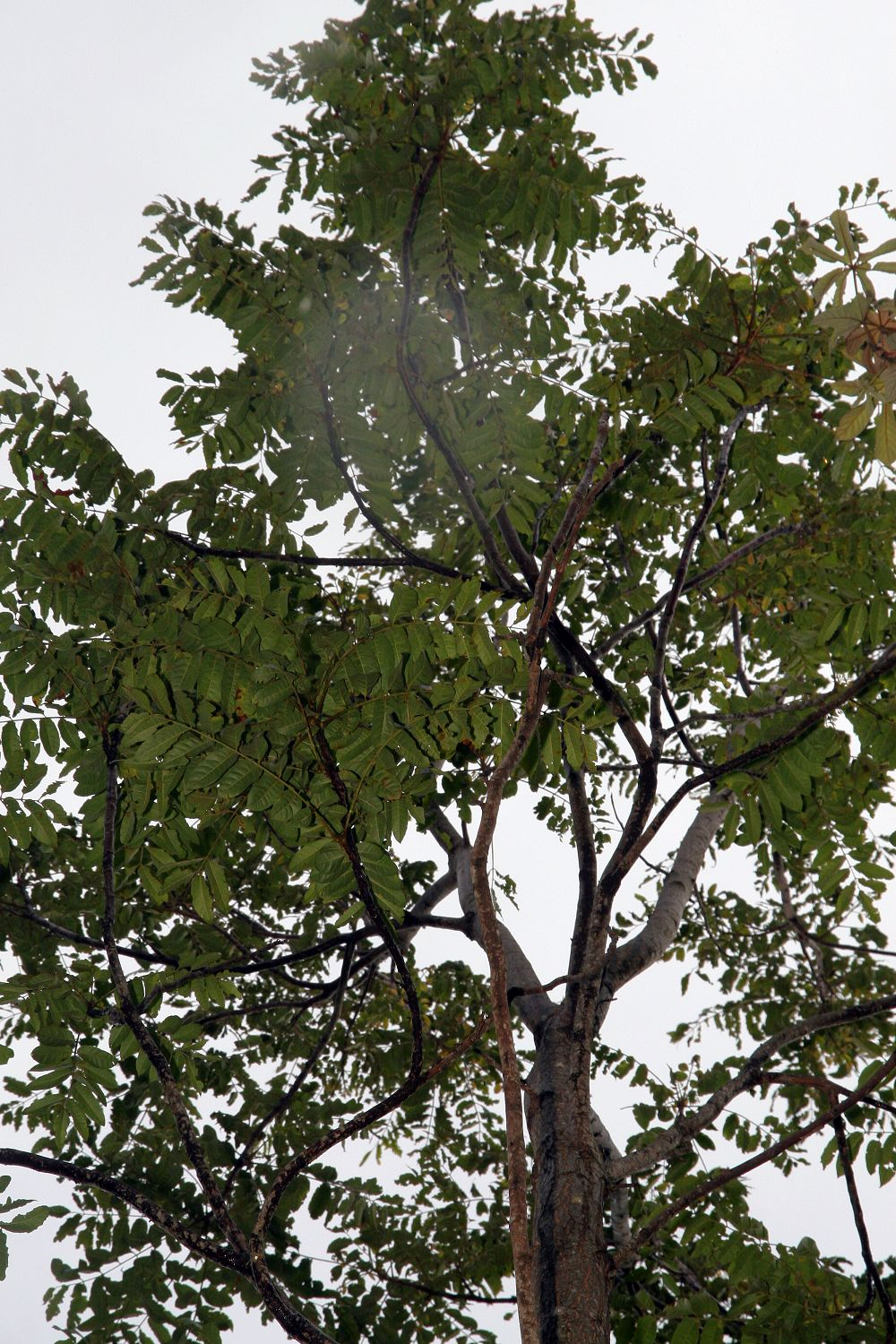
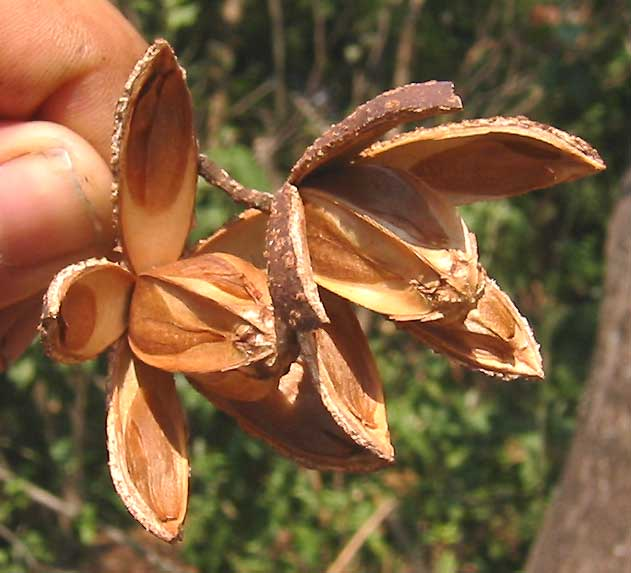
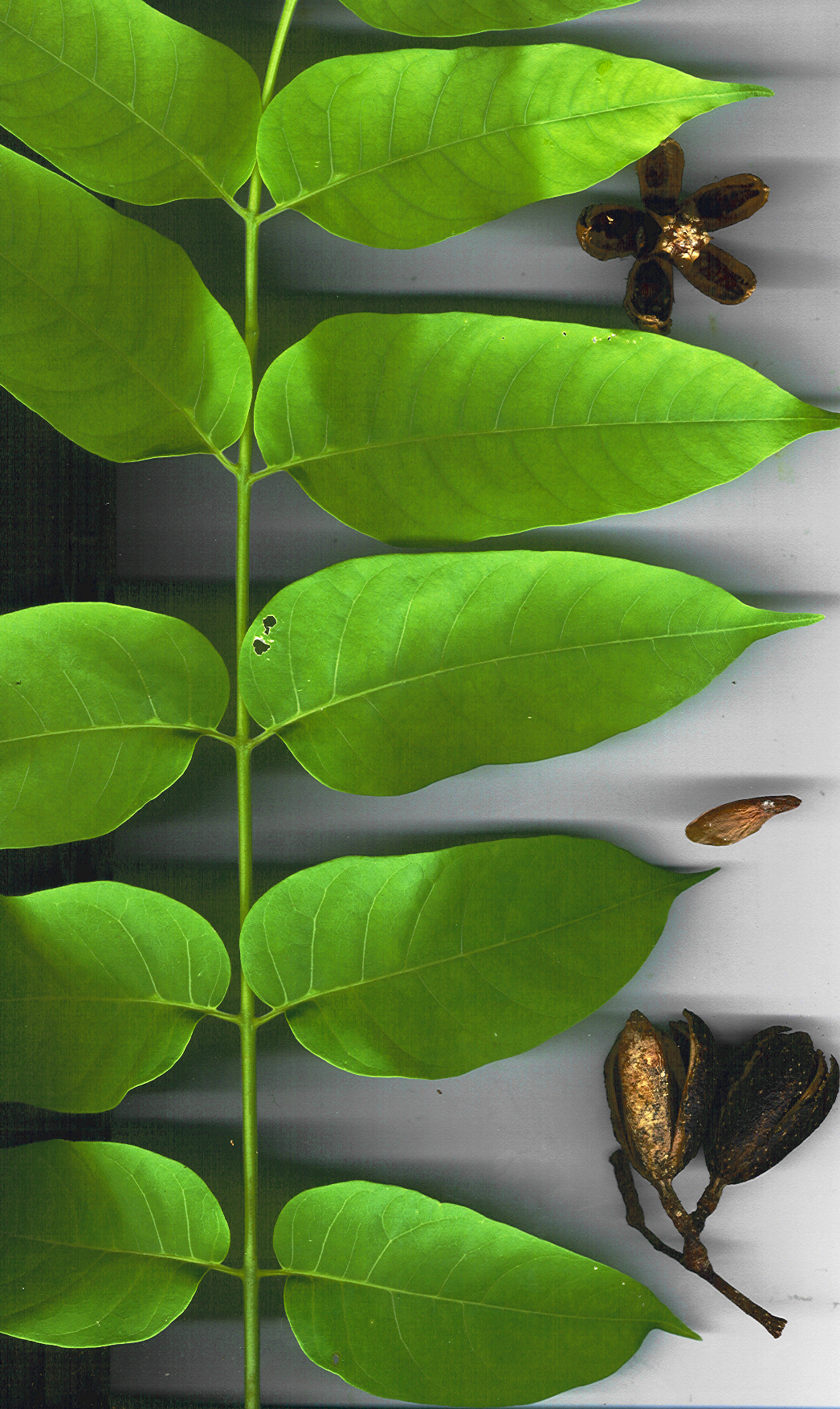
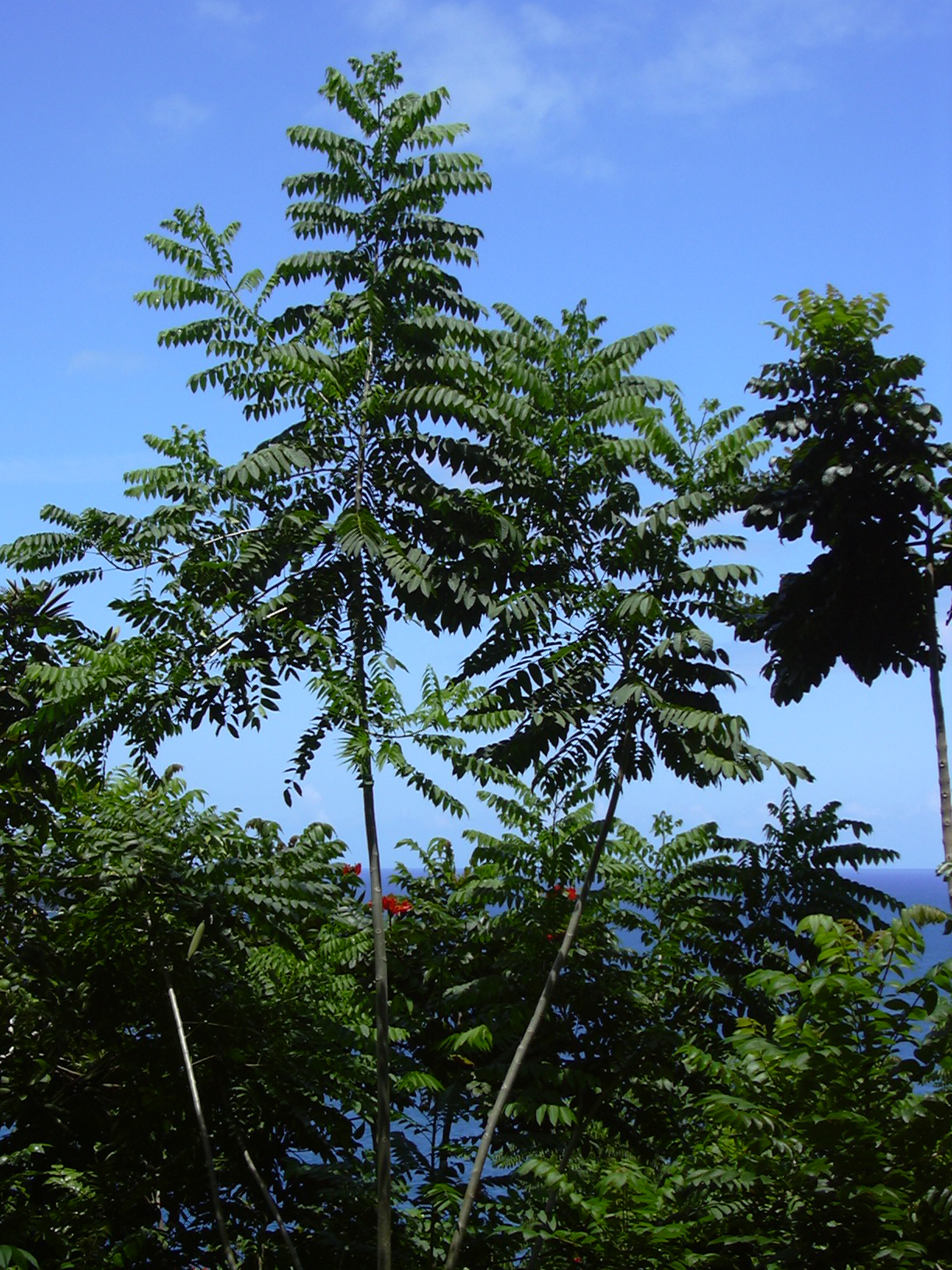